# Jugoslávská liga ledního hokeje 1980/1981
Sezóna 1980/1981 byla 39. sezónou Jugoslávské ligy ledního hokeje. Vítězem se stal tým HK Jesenice.

## Konečné pořadí
| Poř. | Tým                       | Zápasy | Výhry | Remízy | Porážky | Skóre   | Body |
| ---- | ------------------------- | ------ | ----- | ------ | ------- | ------- | ---- |
| 1    | HK Jesenice               | 28     | 27    | 1      | 0       | 307:84  | 55   |
| 2    | HK Olimpija Ljubljana     | 28     | 21    | 1      | 6       | 306:76  | 43   |
| 3    | HK Cinkarna Celje         | 28     | 15    | 2      | 11      | 170:124 | 32   |
| 4    | HK Partizan               | 28     | 12    | 2      | 14      | 142:151 | 26   |
| 5    | HK Crvena Zvezda Bělehrad | 28     | 11    | 2      | 15      | 148:175 | 24   |
| 6    | KHL Medveščak             | 28     | 11    | 1      | 16      | 125:162 | 23   |
| 7    | HK Tivoli                 | 28     | 9     | 3      | 16      | 132:150 | 21   |
| 8    | HK Vojvodina Novi Sad     | 28     | 0     | 0      | 28      | 59:469  | 0    |